# Cycliostephanus minutus
Cycliostephanus minutus är en rundmaskart. Cycliostephanus minutus ingår i släktet Cycliostephanus, och familjen Strongylidae. Arten är reproducerande i Sverige.